# Чемпионат мира по лёгкой атлетике 2017 — бег на 10 000 метров (мужчины)
Соревнования по бегу на 10 000 метров у мужчин на чемпионате мира по лёгкой атлетике 2017 года прошли 4 августа в британском Лондоне на Олимпийском стадионе.
Действующим чемпионом мира в беге на 10 000 метров являлся Мохаммед Фарах из Великобритании.
Ещё в 2016 году четырёхкратный олимпийский чемпион Мо Фарах объявил, что летний сезон 2017 года станет для него последним в беге по дорожке стадиона. После домашнего чемпионата мира он планировал перейти в марафонский бег.
На чемпионате в Лондоне Фарах, как обычно, был заявлен в двух дистанциях, 5000 и 10 000 метров. В первый день соревнований он успешно защитил титул чемпиона на самой длинной из них.

## Медалисты
| Золото                        | Серебро                | Бронза          |
| Мохаммед Фарах Великобритания | Джошуа Чептегеи Уганда | Пол Тануи Кения |

## Рекорды
До начала соревнований действующими были следующие рекорды.
| Мировой рекорд                 | Кенениса Бекеле (Эфиопия) | 26.17,53 | Брюссель, Бельгия   | 26 августа 2005 |
| Рекорд чемпионатов мира        | Кенениса Бекеле (Эфиопия) | 26.46,31 | Берлин, Германия    | 17 августа 2009 |
| Лучший результат сезона в мире | Абади Хадис (Эфиопия)     | 27.08,26 | Хенгело, Нидерланды | 11 июня 2017    |

## Расписание
| Дата           | Время | Раунд соревнований |
| -------------- | ----- | ------------------ |
| 4 августа 2017 | 21:20 | Финал              |

Время местное (UTC+1:00)

## Результаты
Обозначения: WR — Мировой рекорд | AR — Рекорд континента | CR — Рекорд чемпионатов мира | NR — Национальный рекорд | WL — Лучший результат сезона в мире | PB — Личный рекорд | SB — Лучший результат в сезоне | DNS — Не стартовал | DNF — Не финишировал | DQ — Дисквалифицирован

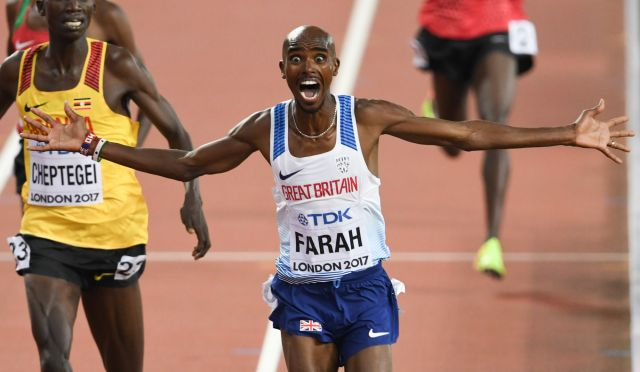
Победный финиш Мо Фараха

Финал в беге на 10 000 метров у мужчин состоялся 4 августа 2017 года. На старт вышли 24 бегуна. Стараниями представителей Уганды, Кении и Эфиопии с самого старта участники взяли высокий темп. Угандиец Джошуа Чептегеи и кениец Джеффри Кипсанг попеременно лидировали в надежде убежать по дистанции от главного фаворита забега Мохаммеда Фараха, известного своим быстрым финишем. Однако четырёхкратный олимпийский чемпион уверенно держался в многочисленной группе лидеров. За 800 метров до финиша он вышел вперёд и при поддержке родных трибун довёл бег до своей шестой победы на чемпионате мира и третьей подряд на дистанции 10 000 метров. Серебряную медаль с личным рекордом выиграл Джошуа Чептегеи, а бронзовую, в третий раз подряд, кениец Пол Тануи. Бедан Кароки показал результат, который бы позволил ему попасть на пьедестал в любом из предыдущих финалов Олимпийских игр и чемпионатов мира, однако в Лондоне он стал только четвёртым. Впервые в истории мировых первенств сразу 7 человек пробежали дистанцию быстрее 27 минут.
| Место | Атлет                | Гражданство    | Результат | Примечания |
| ----- | -------------------- | -------------- | --------- | ---------- |
| 1     | Мохаммед Фарах       | Великобритания | 26:49.51  | WL         |
| 2     | Джошуа Чептегеи      | Уганда         | 26:49.94  | PB         |
| 3     | Пол Тануи            | Кения          | 26:50.60  | SB         |
| 4     | Бедан Кароки         | Кения          | 26:52.12  | PB         |
| 5     | Джемал Йимер         | Эфиопия        | 26:56.11  | PB         |
| 6     | Джеффри Кипсанг      | Кения          | 26:57.77  | SB         |
| 7     | Абади Хадис          | Эфиопия        | 26:59.19  | SB         |
| 8     | Мохаммед Ахмед       | Канада         | 27:02.35  | NR         |
| 9     | Шадрак Кипчирчир     | США            | 27:07.55  | PB         |
| 10    | Андамлак Белиху      | Эфиопия        | 27:08.94  | PB         |
| 11    | Арон Кифле           | Эритрея        | 27:09.92  | PB         |
| 12    | Абрахам Черобен      | Бахрейн        | 27:11.08  | NR         |
| 13    | Леонард Корир        | США            | 27:20.18  | PB         |
| 14    | Тимоти Торойтич      | Уганда         | 27:21.09  | PB         |
| 15    | Хассан Мид           | США            | 27:32.49  | PB         |
| 16    | Зейн Робертсон       | Новая Зеландия | 27:48.59  | SB         |
| 17    | Хискел Тевелде       | Эритрея        | 27:49.62  | SB         |
| 18    | Мозес Куронг         | Уганда         | 27:50.71  |            |
| 19    | Онесфор Нзиквинкунда | Бурунди        | 28:09.98  | PB         |
| 20    | Стивен Мокока        | ЮАР            | 28:14.67  | SB         |
| 21    | Байрон Пьедра        | Эквадор        | 28:50.72  | SB         |
| 22    | Патрик Тирнан        | Австралия      | 29:23.72  |            |
| 23 !  | Нгусе Амлосом        | Эритрея        | DNF       |            |
| 23 !  | Полат Арыкан         | Турция         | DNF       |            |